# Vincent Teresa
Vincent Charles Teresa (Revere, 1930 - Seattle, 1990) fue un mafioso de alto rango de los Estados Unidos de América en la década de 1960. Miembro de la familia mafiosa de Raymond Patriarca, fue el primer alto dirigente que rompió la Ley del Silencio, el pacto que hacen todos los miembros de La Cosa Nostra en la que se jura no hablar en caso de ser atrapados por la policía.
Escribió un libro, «Mi vida en la mafia», en el que cuenta con lujo de detalles todas sus experiencias en el misterioso mundo de la Mafia de mitad de siglo XX. En él, asegura que decidió hablar, ya que Joe Black (Joseph Lamattina), jefe de la banda mafiosa de Boston, no estaba enviando dinero a su familia, como exigen los códigos de la Mafia, obligando a su mujer a trabajar para alimentar a sus hijos.
Teresa contó cómo la Mafia estadounidense de su época se movía con total impunidad sobre sus territorios y cómo los jefes de cada estado sobornaban y manipulaban a su antojo a los policías y políticos más importantes del lugar, logrando total y completa libertad para cometer delitos, estafas y extorsiones en todo el país. La mayoría de los delitos que efectuó Teresa eran estafas a personas e incluso a los grandes bancos estadounidenses. Explicó como estafó al First Bank Of America utilizando cheques falsos, a nombres de cualquier persona, llevándose, por lo menos, cincuenta mil dólares sólo en este banco, y unos doscientos mil si se tienen en cuenta todos los bancos estafados. En total, Vincent Teresa robó unos 10 millones para sus propios bolsillos, y 150 millones de dólares para sus superiores, aproximadamente.
Vincent Teresa murió en 1990 a causa de una insuficiencia renal. Sus declaraciones fueron muy importantes para el FBI, que gracias a ellas ha capturado y apresado a decenas de mafiosos de alto rango, que pusieron un alto precio a su cabeza.